# AFC Champions League 2018
AFC Champions League 2018 là mùa giải thứ 37 của giải đấu bóng đá các câu lạc bộ hàng đầu châu Á được tổ chức bởi Liên đoàn bóng đá châu Á (AFC), và là lần thứ 16 dưới tên gọi AFC Champions League.
Kashima Antlers lần đầu tiên giành chức vô địch sau khi đánh bại Persepolis trong trận chung kết, và là đại diện của AFC tham dự Giải vô địch bóng đá thế giới các câu lạc bộ 2018 ở Các Tiểu vương quốc Ả Rập Thống nhất.
Urawa Red Diamonds là đương kim vô địch, nhưng họ đã không thể bảo vệ thành công chức vô địch vì họ đã kết thúc với vị trí số 7 ở J1 League 2017 và bị loại ở vòng bốn của Cúp Hoàng đế 2017, nên họ đã không đủ điều kiện để tham dự giải đấu. Đây là mùa giải thứ hai liên tiếp mà đội đương kim vô địch đã không thể bảo vệ được danh hiệu sau Jeonbuk Hyundai Motors không tham dự năm 2017 do vụ bê bối dàn xếp tỷ số.

## Phân bổ đội của các hiệp hội
Ủy ban thi đấu AFC đã đề xuất thay đổi các giải đấu cấp câu lạc bộ của AFC vào ngày 25 tháng 1 năm 2014, được phê chuẩn bởi Ủy ban điều hành AFC vào ngày 16 tháng 4 năm 2014. 46 hiệp hội thành viên của AFC (ngoại trừ Quần đảo Bắc Mariana) được xếp hạng dựa trên thành tích của đội tuyển quốc gia và câu lạc bộ của họ trong bốn năm qua trong các giải đấu của AFC, với việc phân bổ các vị trí cho các phiên bản 2017 và 2018 của các giải đấu cấp câu lạc bộ châu Á được xác định bởi bảng xếp hạng AFC rankings năm 2016 (Hướng dẫn nhập cảnh Điều 2.2):
- Các hiệp hội được chia làm hai khu vực Tây và Đông Á:
  - Khu vực Tây Á bao gồm các hiệp hội đến từ Liên đoàn bóng đá Tây Á (WAFF), Hiệp hội bóng đá Trung Á (CAFA), Liên đoàn bóng đá Nam Á (SAFF).
  - Khu vực Đông Á bao gồm các hiệp hội đến từ Liên đoàn bóng đá ASEAN (AFF) và Liên đoàn bóng đá Đông Á (EAFF).
- Ở mỗi khu vực, có tổng cộng 12 suất vào thẳng vòng bảng, và 4 suất còn lại được quyết định qua vòng loại.
- 12 hiệp hội thành viên hàng đầu của mỗi khu vực theo bảng xếp hạng AFC có thể có suất dự vòng bảng và vòng loại ở AFC Champions League, miễn họ đáp ứng các tiêu chí tối thiểu của AFC Champions League.
- Các hiệp hội xếp hạng 1-6 ở khu vực Tây và Đông Á nhận suất vào vòng bảng, trong khi các hiệp hội còn lại nhận suất vào vòng loại (và cũng nhận suất vào vòng bảng AFC Cup):
  - Các hiệp hội xếp hạng 1-2 có ba suất vào vòng bảng và một suất vào vòng loại.
  - Các hiệp hội xếp hạng 3-4 có hai suất vào vòng bảng và hai suất vào vòng loại.
  - Các hiệp hội xếp hạng 5 có một suất vào vòng bảng và hai suất vào vòng loại.
  - Các hiệp hội xếp hạng 6 có một suất vào vòng bảng và một suất vào vòng loại.
  - Các hiệp hội xếp hạng 7-12 có một suất vào vòng loại.
  - Số lượng vị trí tối đa cho mỗi hiệp hội là một phần ba tổng số câu lạc bộ trong giải đấu hàng đầu.
- Nếu bất kỳ hiệp hội nào từ bỏ các suất vào vòng bảng, chúng sẽ được phân phối lại cho hiệp hội đủ điều kiện cao nhất, với mỗi hiệp giới hạn tối đa ba suất.
- Nếu bất kỳ hiệp hội nào từ bỏ các suất vào vòng loại, chúng sẽ bị hủy bỏ và không được phân phối lại cho bất kỳ hiệp hội nào khác.

Đối với AFC Champions League 2018, các hiệp hội được phân bổ vị trí dựa theo bảng xếp hạng được công bố vào ngày 30 tháng 11 năm 2016, trong đó có tính đến thành tích của họ tại AFC Champions League và AFC Cup, cũng như đội tuyển quốc gia của họ trong Bảng xếp hạng FIFA thế giới, trong khoảng thời gian từ 2013-2016.
| Participation for 2018 AFC Champions League | Participation for 2018 AFC Champions League |
| ------------------------------------------- | ------------------------------------------- |
|                                             | Participating                               |
|                                             | Not participating                           |

| Xếp hạng | Xếp hạng | Hiệp hội thành viên | Điểm   | Suất dự   | Suất dự       | Suất dự        | Suất dự        |
| Xếp hạng | Xếp hạng | Hiệp hội thành viên | Điểm   | Vòng bảng | Vòng loại     | Vòng loại      | Vòng loại      |
| Khu vực  | AFC      | Hiệp hội thành viên | Điểm   | Vòng bảng | Vòng play-off | Vòng sơ loại 2 | Vòng sơ loại 1 |
| -------- | -------- | ------------------- | ------ | --------- | ------------- | -------------- | -------------- |
| 1        | 2        | UAE                 | 87.555 | 3         | 1             | 0              | 0              |
| 2        | 3        | Ả Rập Xê Út[KSA]    | 84.698 | 2         | 0             | 0              | 0              |
| 3        | 4        | Iran                | 78.908 | 3         | 1             | 0              | 0              |
| 4        | 5        | Qatar               | 78.171 | 3         | 1             | 0              | 0              |
| 5        | 9        | Uzbekistan          | 56.876 | 1         | 2             | 0              | 0              |
| 6        | 10       | Iraq[IRQ]           | 37.240 | 0         | 0             | 0              | 0              |
| 7        | 11       | Kuwait[KUW]         | 36.457 | 0         | 0             | 0              | 0              |
| 8        | 13       | Syria[SYR]          | 34.257 | 0         | 0             | 0              | 0              |
| 9        | 15       | Jordan              | 31.213 | 0         | 1             | 0              | 0              |
| 10       | 18       | Ấn Độ               | 27.930 | 0         | 1             | 0              | 0              |
| 11       | 19       | Bahrain             | 27.353 | 0         | 1             | 0              | 0              |
| 12       | 20       | Li Băng[LIB]        | 22.077 | 0         | 0             | 0              | 0              |
| Tổng     | Tổng     | Tổng                | Tổng   | 12        | 8             | 0              | 0              |
| Tổng     | Tổng     | Tổng                | Tổng   | 12        | 8             |                |                |
| Tổng     | Tổng     | Tổng                | Tổng   | 20        |               |                |                |

| Xếp hạng | Xếp hạng | Hiệp hội thành viên | Điểm   | Suất dự   | Suất dự       | Suất dự        | Suất dự        |
| Xếp hạng | Xếp hạng | Hiệp hội thành viên | Điểm   | Vòng bảng | Vòng loại     | Vòng loại      | Vòng loại      |
| Khu vực  | AFC      | Hiệp hội thành viên | Điểm   | Vòng bảng | Vòng play-off | Vòng sơ loại 2 | Vòng sơ loại 1 |
| -------- | -------- | ------------------- | ------ | --------- | ------------- | -------------- | -------------- |
| 1        | 1        | Hàn Quốc            | 96.311 | 3         | 1             | 0              | 0              |
| 2        | 6        | Nhật Bản            | 75.807 | 3         | 1             | 0              | 0              |
| 3        | 7        | Trung Quốc          | 72.719 | 2         | 2             | 0              | 0              |
| 4        | 8        | Australia[AUS]      | 72.599 | 2         | 0             | 1              | 0              |
| 5        | 12       | Thái Lan            | 34.753 | 1         | 0             | 2              | 0              |
| 6        | 14       | Hồng Kông           | 31.797 | 1         | 0             | 1              | 0              |
| 7        | 16       | Việt Nam            | 29.273 | 0         | 0             | 1              | 0              |
| 8        | 17       | Malaysia            | 28.865 | 0         | 0             | 1              | 0              |
| 9        | 21       | Indonesia           | 20.372 | 0         | 0             | 0              | 1              |
| 10       | 24       | Myanmar             | 17.220 | 0         | 0             | 0              | 1              |
| 11       | 25       | Philippines         | 17.188 | 0         | 0             | 0              | 1              |
| 12       | 27       | Singapore           | 13.664 | 0         | 0             | 0              | 1              |
| Tổng     | Tổng     | Tổng                | Tổng   | 12        | 4             | 6              | 4              |
| Tổng     | Tổng     | Tổng                | Tổng   | 12        | 14            |                |                |
| Tổng     | Tổng     | Tổng                | Tổng   | 26        |               |                |                |

Chú thích
1. ^ Australia (AUS): Giải đấu cao nhất của Australia, A-League, chỉ có 9 câu lạc bộ Úc ở giải đấu 2016-17, vì vậy Australia chỉ có tối đa 3 suất dự ACL (Hướng dẫn nhập cảnh Điều 5.4).[4]
2. ^ Iraq (IRQ): Iraq đã không thực hiện hệ thống cấp phép câu lạc bộ AFC Champions League.[7]
3. ^ Kuwait (KUW): Kuwait không dự giải do chịu cấm vận của FIFA.[8] (Even if its suspension were lifted, Kuwaiti clubs would not enter since Kuwait did not implement club licensing system.[7])
4. ^ Li Băng (LIB): Li Băng đã không thực hiện hệ thống cấp phép câu lạc bộ AFC Champions League.[7]
5. ^ Ả Rập Xê Út (KSA): 
Ả Rập Xê Út chỉ có hai đội là Al-Nassr và Al-Ittihad, đội hạng ba và hạng tư Saudi Professional League 2016–17, lần lượt lọt vào vòng bảng và vòng loại, không đạt được giấy phép AFC và không có đội nào khác dưới họ trong giải đấu đủ điều kiện để thay thế họ, vì tất cả các đội được cấp phép khác từ Ả Rập Saudi đã kết thúc ở nửa dưới của giải đấu và không đáp ứng các tiêu chí thể thao (Hướng dẫn nhập cảnh Điều 12.6).[4][7]
6. ^ Syria (SYR): Syria đã không thực hiện hệ thống cấp phép câu lạc bộ AFC Champions League.[7]

## Các đội tham dự
Chú thích:
- TH: Đương kim vô địch
- AC: Đội vô địch AFC Cup
- 1st, 2nd, 3rd,...: Vị trí tại giải quốc nội
- CW: Đội vô địch cúp quốc gia
- PW: Đội thắng play-off dự Champions League cuối mùa

| Tây Á                        | Tây Á                   | Tây Á                             | Tây Á                        |
| ---------------------------- | ----------------------- | --------------------------------- | ---------------------------- |
| Al-Jazira (1st)              | Al-Hilal (1st, CW)      | Esteghlal (2nd)                   | Al-Sadd (2nd, CW)            |
| Al-Wahda (CW)                | Al-Ahli (2nd)           | Tractor (3rd) [Note IRN]          | Al-Rayyan (3rd)              |
| Al-Wasl (2nd)                | Persepolis (1st)        | Al-Duhail (1st)                   | Lokomotiv Tashkent (1st, CW) |
| Đông Á                       |                         |                                   |                              |
| Jeonbuk Hyundai Motors (1st) | Kawasaki Frontale (1st) | Quảng Châu Hằng Đại Đào Bảo (1st) | Melbourne Victory (2nd)      |
| Ulsan Hyundai (CW)           | Cerezo Osaka (3rd, CW)  | Thân Hoa Thượng Hải (CW)          | Buriram United (1st)         |
| Jeju United (2nd)            | Kashima Antlers (2nd)   | Sydney FC (1st, CW)               | Kiệt Chí (1st)               |

| Tây Á                       | Tây Á            | Đông Á                        | Đông Á |
| --------------------------- | ---------------- | ----------------------------- | ------ |
| Al-Ain (4th) [Note UAE]     | Pakhtakor (3rd)  | Suwon Samsung Bluewings (3rd) |        |
| Zob Ahan (4th) [Note IRN]   | Al-Faisaly (1st) | Kashiwa Reysol (4th)          |        |
| Al-Gharafa (5th) [Note QAT] | Aizawl (1st)     | Thượng Hải SIPG (2nd)         |        |
| Nasaf Qarshi (2nd)          | Malkiya (1st)    | Thiên Tân Quyền Kiện (3rd)    |        |

| Tây Á | Tây Á | Đông Á                  | Đông Á                         |
| ----- | ----- | ----------------------- | ------------------------------ |
|       |       | Brisbane Roar (3rd)     | Đông Phương (PW)               |
|       |       | Chiangrai United (CW)   | FLC Thanh Hóa (2nd) [Note VIE] |
|       |       | Muangthong United (2nd) | Johor Darul Ta'zim (1st)       |

| Tây Á | Tây Á | Đông Á                       | Đông Á                           |
| ----- | ----- | ---------------------------- | -------------------------------- |
|       |       | Bali United (1st) [Note IDN] | Ceres–Negros (1st)               |
|       |       | Shan United (1st)            | Tampines Rovers (2nd) [Note SIN] |

Chú thích
1. ^ Indonesia (IDN): Bhayangkara, đội vô địch Liga 1 2017, không được cấp giấy phép AFC. Do đó, Bali United, đội á quân của giải, tham dự vòng loại.[9]
2. ^ Iran (IRN): Naft Tehran, đội vô địch Hazfi Cup 2016–17, không được cấp giấy phép AFC. Do đó, Tractor, đội hạng 3 Persian Gulf Pro League 2016–17 , tham dự vòng bảng thay vì vòng loại, trong khi Zob Ahan, đội hạng 4 của giải, tham dự vòng loại.
3. ^ Qatar (QAT): El Jaish, đội hạng 4 Qatar Stars League 2016–17, đã được sáp nhập vào Lekhwiya tạo thành Al-Duhail sau mùa giải 2016–17. Do đó, Al-Gharafa, đội hạng 5 của giải, tham dự vòng loại.[10]
4. ^ Singapore (SIN): Albirex Niigata Singapore, đội vô địch S.League 2017, là đội bóng vệ tinh của câu lạc bộ Nhật Bản Albirex Niigata và không thể đại diện cho Singapore tham dự các giải đấu của AFC. Do đó, Tampines Rovers, đội á quân của giải, tham dự vòng loại.
5. ^ Các Tiểu Vương quốc Ả Rập Thống nhất (UAE): Al-Ahli, đội hạng 3 UAE Pro-League 2016–17, sáp nhập với Al-Shabab và Dubai tạo thành Shabab Al-Ahli Dubai sau mùa giải 2016–17, và bị loại khỏi AFC Champions League vì không tồn tại theo yêu cầu ba năm cần thiết. Do đó, Al-Ain, đội hạng 4 của giải, tham dự vòng loại (ban đầu họ không đạt được giấy phép AFC nhưng sau đó đã kháng cáo thành công).[11][12]
6. ^ Việt Nam (VIE): Quảng Nam, đội vô địch Giải bóng đá vô địch quốc gia 2017, không được cấp giấy phép AFC. Do đó, FLC Thanh Hóa, đội á quân của giải, tham dự vòng loại.[13]

## Lịch thi đấu
Dưới đây là lịch thi đấu của giải.
| Giai đoạn               | Vòng           | Ngày bốc thăm                                | Lượt đi                | Lượt về                 |
| ----------------------- | -------------- | -------------------------------------------- | ---------------------- | ----------------------- |
| Sơ loại                 | Vòng sơ loại 1 | Không bốc thăm                               | 16 tháng 1 năm 2018    | 16 tháng 1 năm 2018     |
| Sơ loại                 | Vòng sơ loại 2 | Không bốc thăm                               | 23 tháng 1 năm 2018    | 23 tháng 1 năm 2018     |
| Play-off                | Vòng play-off  | Không bốc thăm                               | 30 tháng 1 năm 2018    | 30 tháng 1 năm 2018     |
| Vòng bảng               | Ngày thi đấu 1 | 6 tháng 12 năm 2017 (Kuala Lumpur, Malaysia) | 12–14 tháng 2 năm 2018 | 12–14 tháng 2 năm 2018  |
| Vòng bảng               | Ngày thi đấu 2 | 6 tháng 12 năm 2017 (Kuala Lumpur, Malaysia) | 19–21 tháng 2 năm 2018 | 19–21 tháng 2 năm 2018  |
| Vòng bảng               | Ngày thi đấu 3 | 6 tháng 12 năm 2017 (Kuala Lumpur, Malaysia) | 5–7 tháng 3 năm 2018   | 5–7 tháng 3 năm 2018    |
| Vòng bảng               | Ngày thi đấu 4 | 6 tháng 12 năm 2017 (Kuala Lumpur, Malaysia) | 12–14 tháng 3 năm 2018 | 12–14 tháng 3 năm 2018  |
| Vòng bảng               | Ngày thi đấu 5 | 6 tháng 12 năm 2017 (Kuala Lumpur, Malaysia) | 2–4 tháng 4 năm 2018   | 2–4 tháng 4 năm 2018    |
| Vòng bảng               | Ngày thi đấu 6 | 6 tháng 12 năm 2017 (Kuala Lumpur, Malaysia) | 16–18 tháng 4 năm 2018 | 16–18 tháng 4 năm 2018  |
| Vòng đấu loại trực tiếp | Vòng 16 đội    | 6 tháng 12 năm 2017 (Kuala Lumpur, Malaysia) | 7–9 tháng 5 năm 2018   | 14–16 tháng 5 năm 2018  |
| Vòng đấu loại trực tiếp | Tứ kết         | 23 tháng 5 năm 2018                          | 27–29 tháng 8 năm 2018 | 17–19 tháng 9 năm 2018  |
| Vòng đấu loại trực tiếp | Bán kết        | 23 tháng 5 năm 2018                          | 2–3 tháng 10 năm 2018  | 23–24 tháng 10 năm 2018 |
| Vòng đấu loại trực tiếp | Chung kết      | 23 tháng 5 năm 2018                          | 3 tháng 11 năm 2018    | 10 tháng 11 năm 2018    |

## Vòng loại
Trong vòng loại, mỗi vòng đấu sẽ chỉ chơi một trận duy nhất. Hiệp phụ và luân lưu đã được áp dụng để tìm ra đội chiến thắng nếu cần thiết. Tám đội bóng thắng trận dấu ở vòng play-off sẽ vào vòng bảng với 24 đội bóng khác. Tất cả những đội bóng thua ở mỗi vòng đấu từ hiệp hội sẽ tham dự vòng bảng AFC Cup.
Tiêu chí vòng loại cho từng khu vực được xác định bởi AFC dựa trên bảng xếp hạng hiệp hội của từng đội, với đội của hiệp hội xếp hạng cao hơn sẽ tổ chức trận đấu. Các đội cùng trong một hiệp hội không thể tổ chức trận đấu play-off.

### Vòng sơ loại 1
| Đội 1       | Tỉ số                | Đội 2           |
| ----------- | -------------------- | --------------- |
| Bali United | 3–1                  | Tampines Rovers |
| Shan United | 1–1 (s.h.p.) (3–4 p) | Ceres–Negros    |

### Vòng sơ loại 2
| Đội 1             | Tỉ số        | Đội 2              |
| ----------------- | ------------ | ------------------ |
| Đông Phương       | 2–4          | FLC Thanh Hóa      |
| Muangthong United | 5–2          | Johor Darul Ta'zim |
| Chiangrai United  | 2–1 (s.h.p.) | Bali United        |
| Brisbane Roar     | 2–3          | Ceres–Negros       |

### Vòng play-off
| Đội 1        | Tỉ số | Đội 2      |
| ------------ | ----- | ---------- |
| Al-Ain       | 2–0   | Malkiya    |
| Zob Ahan     | 3–1   | Aizawl     |
| Al-Gharafa   | 2–1   | Pakhtakor  |
| Nasaf Qarshi | 5–1   | Al-Faisaly |

| Đội 1                   | Tỉ số | Đội 2             |
| ----------------------- | ----- | ----------------- |
| Suwon Samsung Bluewings | 5–1   | FLC Thanh Hóa     |
| Kashiwa Reysol          | 3–0   | Muangthong United |
| Thượng Hải SIPG         | 1–0   | Chiangrai United  |
| Thiên Tân Quyền Kiện    | 2–0   | Ceres–Negros      |

## Vòng bảng

### Bảng A
| VT | Đội          | ST | T | H | B | BT | BB | HS | Đ  | Giành quyền tham dự |     | AHL | JAZ | GHA | TRA |
| -- | ------------ | -- | - | - | - | -- | -- | -- | -- | ------------------- | --- | --- | --- | --- | --- |
| 1  | Al-Ahli      | 6  | 4 | 2 | 0 | 9  | 4  | +5 | 14 | Vòng 16 đội         |     | —   | 2–1 | 1–1 | 2–0 |
| 2  | Al-Jazira    | 6  | 2 | 2 | 2 | 9  | 9  | 0  | 8  | Vòng 16 đội         |     | 1–2 | —   | 3–2 | 0–0 |
| 3  | Al-Gharafa   | 6  | 2 | 2 | 2 | 12 | 9  | +3 | 8  |                     |     | 1–1 | 2–3 | —   | 3–0 |
| 4  | Tractor Sazi | 6  | 0 | 2 | 4 | 2  | 10 | −8 | 2  |                     | 0–1 | 1–1 | 1–3 | —   |     |

1. 1 2  Kết quả đối đầu: Al-Jazira 3–2 Al-Gharafa, Al-Gharafa 2–3 Al-Jazira.

### Bảng B
| VT | Đội                | ST | T | H | B | BT | BB | HS | Đ  | Giành quyền tham dự |     | DUH | ZOB | LOK | WAH |
| -- | ------------------ | -- | - | - | - | -- | -- | -- | -- | ------------------- | --- | --- | --- | --- | --- |
| 1  | Al-Duhail          | 6  | 6 | 0 | 0 | 13 | 6  | +7 | 18 | Vòng 16 đội         |     | —   | 3–1 | 3–2 | 1–0 |
| 2  | Zob Ahan           | 6  | 2 | 1 | 3 | 6  | 8  | −2 | 7  | Vòng 16 đội         |     | 0–1 | —   | 2–0 | 2–0 |
| 3  | Lokomotiv Tashkent | 6  | 2 | 1 | 3 | 13 | 9  | +4 | 7  |                     |     | 1–2 | 1–1 | —   | 5–0 |
| 4  | Al-Wahda           | 6  | 1 | 0 | 5 | 6  | 15 | −9 | 3  |                     | 2–3 | 3–0 | 1–4 | —   |     |

1. 1 2  Kết quả đối đầu: Zob Ahan 2–0 Lokomotiv Tashkent, Lokomotiv Tashkent 1–1 Zob Ahan.

### Bảng C
| VT | Đội          | ST | T | H | B | BT | BB | HS | Đ  | Giành quyền tham dự |     | PER | SAD | NSF | WAS |
| -- | ------------ | -- | - | - | - | -- | -- | -- | -- | ------------------- | --- | --- | --- | --- | --- |
| 1  | Persepolis   | 6  | 4 | 1 | 1 | 8  | 3  | +5 | 13 | Vòng 16 đội         |     | —   | 1–0 | 3–0 | 2–0 |
| 2  | Al-Sadd      | 6  | 4 | 0 | 2 | 11 | 5  | +6 | 12 | Vòng 16 đội         |     | 3–1 | —   | 4–0 | 2–1 |
| 3  | Nasaf Qarshi | 6  | 3 | 1 | 2 | 4  | 8  | −4 | 10 |                     |     | 0–0 | 1–0 | —   | 1–0 |
| 4  | Al-Wasl      | 6  | 0 | 0 | 6 | 3  | 10 | −7 | 0  |                     | 0–1 | 1–2 | 1–2 | —   |     |

### Bảng D
| VT | Đội       | ST | T | H | B | BT | BB | HS | Đ  | Giành quyền tham dự |     | EST | AIN | RAY | HIL |
| -- | --------- | -- | - | - | - | -- | -- | -- | -- | ------------------- | --- | --- | --- | --- | --- |
| 1  | Esteghlal | 6  | 3 | 3 | 0 | 9  | 5  | +4 | 12 | Vòng 16 đội         |     | —   | 1–1 | 2–0 | 1–0 |
| 2  | Al-Ain    | 6  | 2 | 4 | 0 | 10 | 6  | +4 | 10 | Vòng 16 đội         |     | 2–2 | —   | 1–1 | 2–1 |
| 3  | Al-Rayyan | 6  | 1 | 3 | 2 | 7  | 11 | −4 | 6  |                     |     | 2–2 | 1–4 | —   | 2–1 |
| 4  | Al-Hilal  | 6  | 0 | 2 | 4 | 3  | 7  | −4 | 2  |                     | 0–1 | 0–0 | 1–1 | —   |     |

### Bảng E
| VT | Đội                    | ST | T | H | B | BT | BB | HS  | Đ  | Giành quyền tham dự |     | JEO | TJQ | KSW | KIT |
| -- | ---------------------- | -- | - | - | - | -- | -- | --- | -- | ------------------- | --- | --- | --- | --- | --- |
| 1  | Jeonbuk Hyundai Motors | 6  | 5 | 0 | 1 | 22 | 9  | +13 | 15 | Vòng 16 đội         |     | —   | 6–3 | 3–2 | 3–0 |
| 2  | Thiên Tân Quyền Kiện   | 6  | 4 | 1 | 1 | 15 | 11 | +4  | 13 | Vòng 16 đội         |     | 4–2 | —   | 3–2 | 3–0 |
| 3  | Kashiwa Reysol         | 6  | 1 | 1 | 4 | 6  | 10 | −4  | 4  |                     |     | 0–2 | 1–1 | —   | 1–0 |
| 4  | Kiệt Chí               | 6  | 1 | 0 | 5 | 1  | 14 | −13 | 3  |                     | 0–6 | 0–1 | 1–0 | —   |     |

### Bảng F
| VT | Đội               | ST | T | H | B | BT | BB | HS | Đ  | Giành quyền tham dự |     | SSI | ULS | MEL | KAW |
| -- | ----------------- | -- | - | - | - | -- | -- | -- | -- | ------------------- | --- | --- | --- | --- | --- |
| 1  | Thượng Hải SIPG   | 6  | 3 | 2 | 1 | 10 | 6  | +4 | 11 | Vòng 16 đội         |     | —   | 2–2 | 4–1 | 1–1 |
| 2  | Ulsan Hyundai     | 6  | 2 | 3 | 1 | 15 | 11 | +4 | 9  | Vòng 16 đội         |     | 0–1 | —   | 6–2 | 2–1 |
| 3  | Melbourne Victory | 6  | 2 | 2 | 2 | 11 | 16 | −5 | 8  |                     |     | 2–1 | 3–3 | —   | 1–0 |
| 4  | Kawasaki Frontale | 6  | 0 | 3 | 3 | 6  | 9  | −3 | 3  |                     | 0–1 | 2–2 | 2–2 | —   |     |

### Bảng G
| VT | Đội                         | ST | T | H | B | BT | BB | HS | Đ  | Giành quyền tham dự |     | GZE | BUR | CER | JEJ |
| -- | --------------------------- | -- | - | - | - | -- | -- | -- | -- | ------------------- | --- | --- | --- | --- | --- |
| 1  | Quảng Châu Hằng Đại Đào Bảo | 6  | 3 | 3 | 0 | 12 | 6  | +6 | 12 | Vòng 16 đội         |     | —   | 1–1 | 3–1 | 5–3 |
| 2  | Buriram United              | 6  | 2 | 3 | 1 | 7  | 6  | +1 | 9  | Vòng 16 đội         |     | 1–1 | —   | 2–0 | 0–2 |
| 3  | Cerezo Osaka                | 6  | 2 | 2 | 2 | 6  | 8  | −2 | 8  |                     |     | 0–0 | 2–2 | —   | 2–1 |
| 4  | Jeju United                 | 6  | 1 | 0 | 5 | 6  | 11 | −5 | 3  |                     | 0–2 | 0–1 | 0–1 | —   |     |

### Bảng H
| VT | Đội                         | ST | T | H | B | BT | BB | HS | Đ  | Giành quyền tham dự |     | SSB | KAS | SYD | SSH |
| -- | --------------------------- | -- | - | - | - | -- | -- | -- | -- | ------------------- | --- | --- | --- | --- | --- |
| 1  | Suwon Samsung Bluewings     | 6  | 3 | 1 | 2 | 8  | 7  | +1 | 10 | Vòng 16 đội         |     | —   | 1–2 | 1–4 | 1–1 |
| 2  | Kashima Antlers             | 6  | 2 | 3 | 1 | 8  | 6  | +2 | 9  | Vòng 16 đội         |     | 0–1 | —   | 1–1 | 1–1 |
| 3  | Sydney FC                   | 6  | 1 | 3 | 2 | 7  | 8  | −1 | 6  |                     |     | 0–2 | 0–2 | —   | 0–0 |
| 4  | Thượng Hải Lục Địa Thân Hoa | 6  | 0 | 5 | 1 | 6  | 8  | −2 | 5  |                     | 0–2 | 2–2 | 2–2 | —   |     |

## Vòng đấu loại trực tiếp

### Sơ đồ
|  | Vòng 16 đội                 | Vòng 16 đội                 | Vòng 16 đội | Vòng 16 đội |       |                        | Tứ kết | Tứ kết | Tứ kết | Tứ kết |  |                 | Bán kết | Bán kết | Bán kết | Bán kết |                 |   | Chung kết | Chung kết | Chung kết | Chung kết |
|  |                             |                             |             |             |       |                        |        |        |        |        |  |                 |         |         |         |         |                 |   |           |           |           |           |
|  | Kashima Antlers             | 3                           | 1           | 4           |       |                        |        |        |        |        |  |                 |         |         |         |         |                 |   |           |           |           |           |
|  | Thượng Hải SIPG             | 1                           | 2           | 3           |       |                        |        |        |        |        |  |                 |         |         |         |         |                 |   |           |           |           |           |
|  | Thượng Hải SIPG             | 1                           | 2           | 3           |       | Kashima Antlers        | 2      | 3      | 5      |        |  |                 |         |         |         |         |                 |   |           |           |           |           |
|  |                             |                             |             |             |       | Kashima Antlers        | 2      | 3      | 5      |        |  |                 |         |         |         |         |                 |   |           |           |           |           |
|  |                             | Thiên Tân Quyền Kiện        | 0           | 0           | 0     |                        |        |        |        |        |  |                 |         |         |         |         |                 |   |           |           |           |           |
|  | Thiên Tân Quyền Kiện (a)    | Thiên Tân Quyền Kiện        | 0           | 0           | 0     | 0                      | 2      | 2      |        |        |  |                 |         |         |         |         |                 |   |           |           |           |           |
|  | Thiên Tân Quyền Kiện (a)    |                             |             |             |       | 0                      | 2      | 2      |        |        |  |                 |         |         |         |         |                 |   |           |           |           |           |
|  | Quảng Châu Hằng Đại Đào Bảo | 0                           | 2           | 2           |       |                        |        |        |        |        |  |                 |         |         |         |         |                 |   |           |           |           |           |
|  | Quảng Châu Hằng Đại Đào Bảo | 0                           | 2           | 2           |       |                        |        |        |        |        |  | Kashima Antlers | 3       | 3       | 6       |         |                 |   |           |           |           |           |
|  | Khu vực Đông                |                             |             |             |       |                        |        |        |        |        |  | Kashima Antlers | 3       | 3       | 6       |         |                 |   |           |           |           |           |
|  |                             | Suwon Samsung Bluewings     | 2           | 3           | 5     |                        |        |        |        |        |  |                 |         |         |         |         |                 |   |           |           |           |           |
|  | Buriram United              | Suwon Samsung Bluewings     | 2           | 3           | 5     | 3                      | 0      | 3      |        |        |  |                 |         |         |         |         |                 |   |           |           |           |           |
|  | Buriram United              |                             |             |             |       | 3                      | 0      | 3      |        |        |  |                 |         |         |         |         |                 |   |           |           |           |           |
|  | Jeonbuk Hyundai Motors      | 2                           | 2           | 4           |       |                        |        |        |        |        |  |                 |         |         |         |         |                 |   |           |           |           |           |
|  | Jeonbuk Hyundai Motors      | 2                           | 2           | 4           |       | Jeonbuk Hyundai Motors | 0      | 3      | 3 (2)  |        |  |                 |         |         |         |         |                 |   |           |           |           |           |
|  |                             |                             |             |             |       | Jeonbuk Hyundai Motors | 0      | 3      | 3 (2)  |        |  |                 |         |         |         |         |                 |   |           |           |           |           |
|  |                             | Suwon Samsung Bluewings (p) | 3           | 0           | 3 (4) |                        |        |        |        |        |  |                 |         |         |         |         |                 |   |           |           |           |           |
|  | Ulsan Hyundai               | Suwon Samsung Bluewings (p) | 3           | 0           | 3 (4) | 1                      | 0      | 1      |        |        |  |                 |         |         |         |         |                 |   |           |           |           |           |
|  | Ulsan Hyundai               |                             |             |             |       | 1                      | 0      | 1      |        |        |  |                 |         |         |         |         |                 |   |           |           |           |           |
|  | Suwon Samsung Bluewings     | 0                           | 3           | 3           |       |                        |        |        |        |        |  |                 |         |         |         |         |                 |   |           |           |           |           |
|  | Suwon Samsung Bluewings     | 0                           | 3           | 3           |       |                        |        |        |        |        |  |                 |         |         |         |         | Kashima Antlers | 2 | 0         | 2         |           |           |
|  |                             |                             |             |             |       |                        |        |        |        |        |  |                 |         |         |         |         |                 | 2 | 0         | 2         |           |           |
|  |                             | Persepolis                  | 0           | 0           | 0     |                        |        |        |        |        |  |                 |         |         |         |         |                 |   |           |           |           |           |
|  | Zob Ahan                    | Persepolis                  | 0           | 0           | 0     | 1                      | 1      | 2      |        |        |  |                 |         |         |         |         |                 |   |           |           |           |           |
|  | Zob Ahan                    |                             |             |             |       | 1                      | 1      | 2      |        |        |  |                 |         |         |         |         |                 |   |           |           |           |           |
|  | Esteghlal                   | 0                           | 3           | 3           |       |                        |        |        |        |        |  |                 |         |         |         |         |                 |   |           |           |           |           |
|  | Esteghlal                   | 0                           | 3           | 3           |       | Esteghlal              | 1      | 2      | 3      |        |  |                 |         |         |         |         |                 |   |           |           |           |           |
|  |                             |                             |             |             |       | Esteghlal              | 1      | 2      | 3      |        |  |                 |         |         |         |         |                 |   |           |           |           |           |
|  |                             | Al-Sadd                     | 3           | 2           | 5     |                        |        |        |        |        |  |                 |         |         |         |         |                 |   |           |           |           |           |
|  | Al-Sadd                     | Al-Sadd                     | 3           | 2           | 5     | 2                      | 2      | 4      |        |        |  |                 |         |         |         |         |                 |   |           |           |           |           |
|  | Al-Sadd                     |                             |             |             |       | 2                      | 2      | 4      |        |        |  |                 |         |         |         |         |                 |   |           |           |           |           |
|  | Al-Ahli                     | 1                           | 2           | 3           |       |                        |        |        |        |        |  |                 |         |         |         |         |                 |   |           |           |           |           |
|  | Al-Ahli                     | 1                           | 2           | 3           |       |                        |        |        |        |        |  | Al-Sadd         | 0       | 1       | 1       |         |                 |   |           |           |           |           |
|  | Khu vực Tây                 |                             |             |             |       |                        |        |        |        |        |  | Al-Sadd         | 0       | 1       | 1       |         |                 |   |           |           |           |           |
|  |                             | Persepolis                  | 1           | 1           | 2     |                        |        |        |        |        |  |                 |         |         |         |         |                 |   |           |           |           |           |
|  | Al-Ain                      | Persepolis                  | 1           | 1           | 2     | 2                      | 1      | 3      |        |        |  |                 |         |         |         |         |                 |   |           |           |           |           |
|  | Al-Ain                      |                             |             |             |       | 2                      | 1      | 3      |        |        |  |                 |         |         |         |         |                 |   |           |           |           |           |
|  | Al-Duhail                   | 4                           | 4           | 8           |       |                        |        |        |        |        |  |                 |         |         |         |         |                 |   |           |           |           |           |
|  | Al-Duhail                   | 4                           | 4           | 8           |       | Al-Duhail              | 1      | 1      | 2      |        |  |                 |         |         |         |         |                 |   |           |           |           |           |
|  |                             |                             |             |             |       | Al-Duhail              | 1      | 1      | 2      |        |  |                 |         |         |         |         |                 |   |           |           |           |           |
|  |                             | Persepolis                  | 0           | 3           | 3     |                        |        |        |        |        |  |                 |         |         |         |         |                 |   |           |           |           |           |
|  | Al-Jazira                   | Persepolis                  | 0           | 3           | 3     | 3                      | 1      | 4      |        |        |  |                 |         |         |         |         |                 |   |           |           |           |           |
|  | Al-Jazira                   |                             |             |             |       | 3                      | 1      | 4      |        |        |  |                 |         |         |         |         |                 |   |           |           |           |           |
|  | Persepolis (a)              | 2                           | 2           | 4           |       |                        |        |        |        |        |  |                 |         |         |         |         |                 |   |           |           |           |           |

### Vòng 16 đội
| Đội 1     | TTS     | Đội 2      | Lượt đi | Lượt về |
| --------- | ------- | ---------- | ------- | ------- |
| Al-Jazira | 4–4 (a) | Persepolis | 3–2     | 1–2     |
| Al-Sadd   | 4–3     | Al-Ahli    | 2–1     | 2–2     |
| Zob Ahan  | 2–3     | Esteghlal  | 1–0     | 1–3     |
| Al-Ain    | 3–8     | Al-Duhail  | 2–4     | 1–4     |

| Đội 1                | TTS     | Đội 2                       | Lượt đi | Lượt về |
| -------------------- | ------- | --------------------------- | ------- | ------- |
| Thiên Tân Quyền Kiện | 2–2 (a) | Quảng Châu Hằng Đại Đào Bảo | 0–0     | 2–2     |
| Buriram United       | 3–4     | Jeonbuk Hyundai Motors      | 3–2     | 0–2     |
| Ulsan Hyundai        | 1–3     | Suwon Samsung Bluewings     | 1–0     | 0–3     |
| Kashima Antlers      | 4–3     | Thượng Hải SIPG             | 3–1     | 1–2     |

### Tứ kết
| Đội 1     | TTS | Đội 2      | Lượt đi | Lượt về |
| --------- | --- | ---------- | ------- | ------- |
| Esteghlal | 3–5 | Al-Sadd    | 1–3     | 2–2     |
| Al-Duhail | 2–3 | Persepolis | 1–0     | 1–3     |

| Đội 1                  | TTS         | Đội 2                   | Lượt đi | Lượt về      |
| ---------------------- | ----------- | ----------------------- | ------- | ------------ |
| Kashima Antlers        | 5–0         | Thiên Tân Quyền Kiện    | 2–0     | 3–0          |
| Jeonbuk Hyundai Motors | 3–3 (2–4 p) | Suwon Samsung Bluewings | 0–3     | 3–0 (s.h.p.) |

### Bán kết
| Đội 1   | TTS | Đội 2      | Lượt đi | Lượt về |
| ------- | --- | ---------- | ------- | ------- |
| Al-Sadd | 1-2 | Persepolis | 0–1     | 1–1     |

| Đội 1           | TTS | Đội 2                   | Lượt đi | Lượt về |
| --------------- | --- | ----------------------- | ------- | ------- |
| Kashima Antlers | 6–5 | Suwon Samsung Bluewings | 3–2     | 3–3     |

### Chung kết
| Kashima Antlers                | 2–0                | Persepolis |
| ------------------------------ | ------------------ | ---------- |
| - Léo Silva 58' - Serginho 70' | Trực tiếp Chi tiết |            |

| Persepolis | 0–0                | Kashima Antlers |
| ---------- | ------------------ | --------------- |
|            | Trực tiếp Chi tiết |                 |

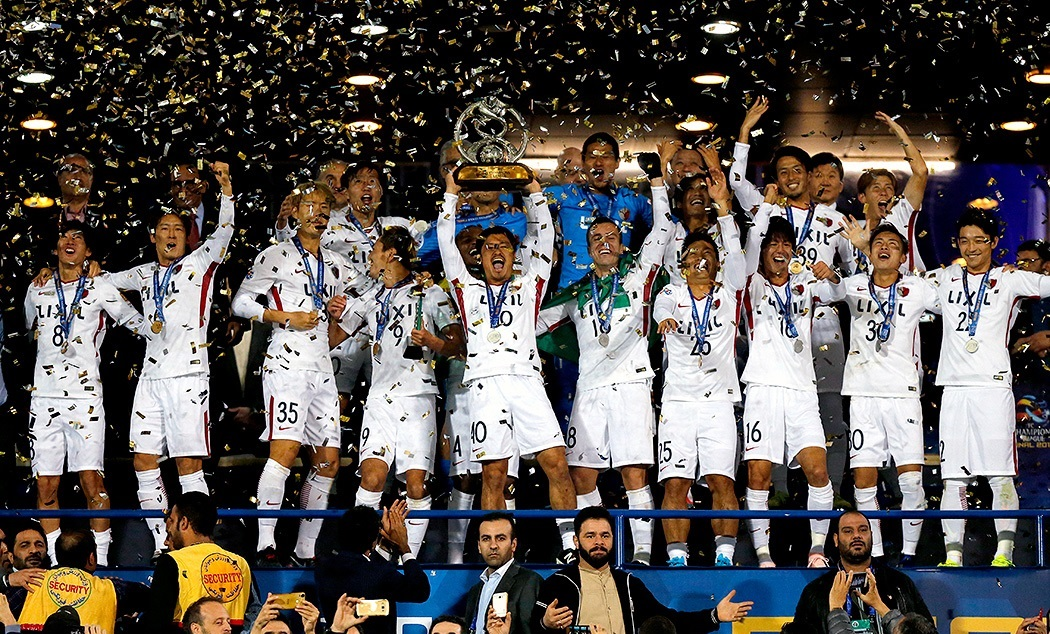
Kashima Antlers vô địch AFC Champions League 2018

Kashima Antlers thắng với tổng tỉ số 2-0.

## Vô địch
| AFC Champions League 2018 Nhà vô địch |
| ------------------------------------- |
| Nhật Bản                              |
| Kashima Antlers Lần đầu tiên          |

## Giải thưởng
| Giải thưởng           | Cầu thủ           | Đội             |
| --------------------- | ----------------- | --------------- |
| Cầu thủ xuất sắc nhất | Yuma Suzuki       | Kashima Antlers |
| Vua phá lưới          | Baghdad Bounedjah | Al-Sadd         |
| Đội đạt giải chơi đẹp | —                 | Persepolis      |

## Vua phá lưới
Tính đến 3 tháng 10 năm 2018
Chú thích: Cầu thủ được in đậm vẫn đang chơi ở giải đấu.
| Xếp hạng | Cầu thủ           | Đội                                | MD1 | MD2 | MD3 | MD4 | MD5 | MD6 | 2R1 | 2R2 | QF1 | QF2 | SF1 | SF2 | F1 | F2 | Tổng số |
| -------- | ----------------- | ---------------------------------- | --- | --- | --- | --- | --- | --- | --- | --- | --- | --- | --- | --- | -- | -- | ------- |
| 1        | Baghdad Bounedjah | Al-Sadd                            | 2   | 2   |     | 1   | 2   |     |     | 2   | 2   | 1   |     | 1   |    |    | 13      |
| 2        | Dejan Damjanović  | Suwon Samsung Bluewings            | 2   |     |     | 1   | 1   | 1   |     |     | 2   |     | 1   | 1   |    |    | 9       |
| 2        | Youssef El-Arabi  | Al-Duhail                          |     | 2   | 2   | 2   |     |     | 1   | 2   |     |     |     |     |    |    | 9       |
| 4        | Mame Baba Thiam   | Esteghlal                          |     | 1   | 2   | 1   |     |     |     | 3   |     |     |     |     |    |    | 7       |
| 4        | Ricardo Goulart   | Guangzhou Evergrande               | 1   |     | 4   |     |     |     |     | 2   |     |     |     |     |    |    | 7       |
| 6        | Marcus Berg       | Al-Ain                             |     | 1   | 1   |     | 2   | 2   |     |     |     |     |     |     |    |    | 6       |
| 6        | Kim Shin-wook     | Jeonbuk Hyundai Motors             |     |     | 3   | 1   |     | 1   |     |     |     | 1   |     |     |    |    | 6       |
| 6        | Romarinho         | Al-Jazira                          | 1   |     |     | 1   | 1   | 1   | 1   | 1   |     |     |     |     |    |    | 6       |
| 9        | Adriano           | Jeonbuk Hyundai Motors             |     | 3   |     | 1   |     |     |     |     |     | 1   |     |     |    |    | 5       |
| 9        | Ali Alipour       | Persepolis                         | 2   |     | 1   |     |     |     | 1   |     |     |     | 1   |     |    |    | 5       |
| 9        | Ali Mabkhout      | Al-Jazira                          | 1   | 1   |     |     | 2   |     | 1   |     |     |     |     |     |    |    | 5       |
| 9        | Mehdi Taremi      | Al-Gharafa                         | 1   | 2   |     | 1   |     | 1   |     |     |     |     |     |     |    |    | 5       |
| 9        | Morteza Tabrizi   | Zob Ahan (GS & R16) Esteghlal (QF) |     | 1   | 2   |     |     | 1   |     |     |     | 1   |     |     |    |    | 5       |
| 9        | Muhannad Assiri   | Al-Ahli                            | 1   | 1   |     |     | 1   |     | 1   | 1   |     |     |     |     |    |    | 5       |
| 9        | Serginho          | Kashima Antlers                    |     |     |     |     |     |     |     |     | 1   | 1   | 1   | 1   | 1  |    | 5       |

Chú thích: Cầu thủ ghi bàn thắng ở vòng loại không được tính vào vua phá lưới.
Nguồn: AFC

## Giải thưởng Cầu thủ của Tuần
| Ngày thi đấu            | Cầu thủ của Tuần Toyota | Cầu thủ của Tuần Toyota |
| Ngày thi đấu            | Cầu thủ                 | Đội                     |
| Vòng bảng               | Vòng bảng               | Vòng bảng               |
| ----------------------- | ----------------------- | ----------------------- |
| Ngày thi đấu 1          | Leroy George            | Melbourne Victory       |
| Ngày thi đấu 2          | Oscar                   | Shanghai SIPG           |
| Ngày thi đấu 3          | Ricardo Goulart         | Guangzhou Evergrande    |
| Ngày thi đấu 4          | Ali Khasif              | Al-Jazira               |
| Ngày thi đấu 5          | Mislav Oršić            | Ulsan Hyundai           |
| Ngày thi đấu 6          | Alan                    | Guangzhou Evergrande    |
| Vòng đấu loại trực tiếp |                         |                         |
| Lượt đi Vòng 16 đội     | Edgar                   | Buriram United          |
| Lượt cề Vòng 16 đội     | Mame Baba Thiam         | Esteghlal               |
| Lượt đi Tứ kết          | Dejan Damjanović        | Suwon Samsung Bluewings |
| Lượt về Tứ kết          | Akram Afif              | Al-Sadd                 |
| Lượt đi Bán kết         | Alireza Beiranvand      | Persepolis              |
| Lượt về Bán kết         | Dejan Damjanović        | Suwon Samsung Bluewings |
| Lượt đi Chung kết       | Serginho                | Kashima Antlers         |
| Lượt về Chung kết       | Kwoun Sun-tae           | Kashima Antlers         |